# Фридрих V (Лойхтенберг)
Вижте пояснителната страница за други личности с името Фридрих V.
Фридрих V фон Лойхтенберг (на немски: Friedrich V von Leuchtenberg; * 1436; † 19 май 1487 в Нюрнберг) е от 1463 до 1487 г. ландграф на Ландграфство Лойхтенберг.
Той е вторият син на ландграф Леополд († 21/22 ноември 1463) и съпругата му Лиза фон Алб. Баща му Леополд е от 1440 г. имперски княз.
Фридрих V управлява и резидира в град Пфраймд, а брат му Лудвиг I в графство Халс (1463 – 1486).
Фридрих V се жени на 2 октомври 1467 г. за графиня Доротея фон Ринек (* ок. 1440 в Грюнсфелд; † 24 март 1503 също там), наследничка на господство Грюнсфелд в Северен Баден, единствено дете на граф Филип ’Стари’ фон Ринек-Грюнсфел-Вилдщайн († 1488) и Амалия фон Мозбах (1431 – 1483).
Граф Филип Стари фон Ринек преписва през 1487 г. Амт Грюнсфелд на дъщеря си Доротея и на нейния съпруг ландграф Фридрих V фон Лойхтенберг. Фридрих е също щатхалтер в Амберг, държавен съдия в Зулцбах и управител в Ауербах.
Фридрих V умира на 19 май 1487 г. в Нюрнберг. След смъртта му вдовицата му Доротея се омъжва през 1489 г. за граф Еразмус/Азмус фон Вертхайм, чиято сестра е втората съпруга на нейния чичо Филип Млади, братът на баща ѝ.

## Фамилия
Фридрих V се жени на 2 октомври 1467 г. за графиня Доротея фон Ринек (* ок. 1440 в Грюнсфелд; † 24 март 1503 в Грюнсфелд), единствено дете на граф Филип I фон Ринек Стари фон Грюнсфелд († 1488) и съпругата му Амалия фон Пфалц-Мозбах (1431 – 1483), дъщеря на пфалцграф Ото фон Мозбах и принцеса Йохана Баварска-Ландсхут. Те имат три деца:
- Амалия (* 23 юни 1469; † 30 януари 1538 в Ротвайл или 23 юни 1469), омъжена I. пр. 1 януари 1489 г. за Леонхард II фон Фраунберг граф на Хаг († 27 септември 1511), II. на 30 ноември 1525 г. за граф Вилхелм Вернер фон Цимерн (* 6 януари 1485; † 6 януари 1575)
- Йохан IV (* 1487; † 1 септември 1531 в Грунсфелд), ландграф на Лойхтенберг, женен ок. 20 януари 1502 г. за Маргарета фон Шварцбург († 1 февруари 1518)
- Елизабет († 4 май 1516), омъжена на 14 ноември 1491 г. за граф Йохан фон Хоенлое-Шилингсфюрст-Вайкерсхайм († 1509)

Вдовицата му Доротея фон Ринек се омъжва втори път ок. 7 януари 1489 г. в Мозбах за граф Еразмус/Азмус фон Вертхайм-Бройберг († 28 февруари 1509), син на граф Вилхелм I фон Вертхайм (1421 – 1482) и Агнес фон Изенбург-Бюдинген (1448 – 1497).